# Эспиган-д’Уэсти

Эспиган-д’Уэсти на карте штата.

Эспиган-д’Уэсти (порт. Espigão d'Oeste) — муниципалитет в Бразилии, входит в штат Рондония. Составная часть мезорегиона Восток штата Рондония. Входит в экономико-статистический микрорегион Какоал. Население составляет 33 030 человек на 2017 год. Занимает площадь 4 518,04 км². Плотность населения — 7,31 чел./км².

## История
Город основан 16 июня 1981 года.

## Демография
Согласно сведениям, собранным в ходе переписи 2010 г. Бразильским институтом географии и статистики, население муниципалитета составляет:
| Полное население                               | Полное население                               | Полное население                               | Полное население                               | 28 729 |
| ---------------------------------------------- | ---------------------------------------------- | ---------------------------------------------- | ---------------------------------------------- | ------ |
| в том числе:                                   | Городское население                            | 20 610                                         | Процент городского населения, %                | 71,74  |
|                                                | Сельское население                             | 8 119                                          | Процент сельского населения, %                 | 28,26  |
|                                                | Мужское население                              | 14 606                                         | Процент мужского населения, %                  | 50,84  |
|                                                | Женское население                              | 14 123                                         | Процент женского населения, %                  | 49,16  |
| Плотность населения, чел/км²                   | Плотность населения, чел/км²                   | Плотность населения, чел/км²                   | Плотность населения, чел/км²                   | 6,36   |
| Население муниципалитета в % к населению штата | Население муниципалитета в % к населению штата | Население муниципалитета в % к населению штата | Население муниципалитета в % к населению штата | 1,84   |

По данным переписи 2017 года население муниципалитета составляет 33 030 жителей.

## Статистика
- Валовой внутренний продукт на 2004 составляет 153.276.000,00 реалов (данные: Бразильский институт географии и статистики).
- Валовой внутренний продукт на душу населения на 2004 составляет 5.562 реалов (данные: Бразильский институт географии и статистики).
- Индекс развития человеческого потенциала на 2000 составляет 0,738 (данные: Программа развития ООН).

## География
Климат местности: экваториальный. В соответствии с классификацией Кёппена, климат относится к категории Am.

## Административное деление
Муниципалитет состоит из 5 дистриктов:
| № | Наименование дистрикта | Наименование дистрикта (порт.) | Территория, км² | Население, чел. (2010) | Население, чел. (2010) | Население, чел. (2010) | Плотность, чел./км² | Код дистрикта |
| № | Наименование дистрикта | Наименование дистрикта (порт.) | Территория, км² | всего                  | городское              | сельское               | Плотность, чел./км² | Код дистрикта |
| 1 | Эспиган-д’Уэсти        | Espigão D'Oeste                | 2647,4          | 22541                  | 18896                  | 3645                   | 8,51                | 110009805     |
| 2 | Боа-Виста-ду-Пакарана  | Boa Vista do Pacarana          | 743,59          | 2110                   | 896                    | 1214                   | 2,84                | 110009810     |
| 3 | Нову-Параису           | Novo Paraíso                   | 347,61          | 1528                   | 205                    | 1323                   | 4,4                 | 110009812     |
| 4 | Флор-да-Серра          | Flor da Serra                  | 618,8           | 1451                   | 53                     | 1398                   | 2,34                | 110009815     |
| 5 | Нова-Эсперанса         | Nova Esperança                 | 160,63          | 1099                   | 560                    | 539                    | 6,84                | 110009818     |

## Важнейшие населенные пункты
| № | Населённый пункт      | Населённый пункт (порт.) | Категория | Население чел. (2010) | На карте                        |
| - | --------------------- | ------------------------ | --------- | --------------------- | ------------------------------- |
| 1 | Эспиган-д’Уэсти       | Espigão D'Oeste          | город     | 18896                 | 11°31′49″ ю. ш. 61°00′51″ з. д. |
| 2 | Боа-Виста-ду-Пакарана | Boa Vista do Pacarana    | поселок   | 896                   | 11°00′15″ ю. ш. 60°50′46″ з. д. |
| 3 | Нова-Эсперанса        | Nova Esperança           | поселок   | 560                   | 11°30′13″ ю. ш. 61°07′54″ з. д. |
| 4 | Нову-Параису          | Novo Paraíso             | поселок   | 205                   | 11°27′42″ ю. ш. 60°55′22″ з. д. |
| 5 | Флор-да-Серра         | Flor da Serra            | поселок   | 53                    | 11°24′21″ ю. ш. 60°45′07″ з. д. |